# تشاك إي. وايس
تشاك إي. وايس (بالإنجليزية: Chuck E. Weiss)‏ هو كاتب أغاني ومغني وموسيقي ومغن مؤلف أمريكي، ولد في القرن العشرين في دنفر في الولايات المتحدة.

## وصلات خارجية
- تشاك إي. وايس على موقع IMDb (الإنجليزية)
- تشاك إي. وايس على موقع ميوزك برينز (الإنجليزية)
- تشاك إي. وايس على موقع أول ميوزيك (الإنجليزية)
- تشاك إي. وايس على موقع ديسكوغز (الإنجليزية)
- تشاك إي. وايس على موقع قاعدة بيانات الفيلم (الإنجليزية)